# El monstruo peludo
El Monstruo peludo, es una obra de la escritora Henriette Bichonnier publicada por primera vez en 1982 en la editorial Gallimard. Trata de un monstruo peludo, de un rey, de una pequeña princesa y de un príncipe que había sido encantado hace años .

## Sinopsis
El Monstruo peludo quiere devorar seres humanos, pero está cansado de comer ratones porque no puede ejecutarse con sus pequeños pies ridículos. Pero tiene muy largos brazos con los cuales puede coger seres humanos. Su primera víctima puede ser un rey, pero éste le convence de que es mejor que se coma a un niño más tiernos. El monstruo permite al monarca de irse a cambio de volver con el primer niño que encuentre. La primera persona a la que encuentra el rey es su hija pequeña. La pequeña princesa no parece tener mucho miedo: la niña consigue enfadar tanto al monstruo que éste estalla, y así, es liberado un príncipe que había sido encantado hace años.

## Fuente de inspiración
Es una versión humorística de La Bella y la Bestia de Jeanne Marie Leprince de Beaumont.
- Datos: Q1649588